# Corisca y el sátiro
Corisca y el sátiro es una pintura de la década de 1630 de la pintora italiana Artemisia Gentileschi. Actualmente cuelga en una colección privada.

## Historia
La historia procede de la obra Il Pastor Fido, del escritor y poeta italiano Gian Battista Guarini. La sexta escena del segundo acto muestra a la ninfa Corisca aceptando regalos de ropa y sandalias de un sátiro. Animado por la aceptación de Corisca de sus regalos, el sátiro entonces procede a intentar seducirla. La agarra por el cabello, pero  resulta ser una peluca falsa, y Corisca puede huir, dejando al sátiro sujetando el postizo.

## Atribución
La pintura experimentó una limpieza en la década de 1990, cuando la firma de Gentileschi se reveló en el tronco del árbol detrás de la espalda del sátiro. Antes de esto, la pintura había sido atribuida a otra artista femenina, Annella de Rosa, y a Massimo Stanzione. Ahora el consenso es que la pintura es de Artemisia, ejecutada durante su tiempo en Nápoles.

## Interpretación
Después del redescubrimiento de la pintura en 1989, la interpretación inicial enlazó el contenido de la pintura con la propia historia personal de Gentileschi, conectando a Corisca huyendo del sátiro a Gentileschi violada por Agostino Tassi. Interpretaciones más recientes han debilitado este enlace: en primer lugar por mostrar que los comentarios contemporáneos sobre la historia de Corisca y el sátiro mostraban a Corisca no como una mujer agraviada sino como un personaje de carácter vil, "visto como un engaño manipulador y lujurioso para otros dos personajes en Il Pastor Fido."  Garrard sin embargo contrarresta este argumento al señalar que el gesto hecho por Corisca representa "una señal de locura en su destinatario."